# Kurarua singhi
Kurarua singhi là một loài bọ cánh cứng trong họ Cerambycidae.